# Rio Adabay
O rio Adabay é um rio da região central da Etiópia, que, juntamente com o rio Wanchet, define os limites do antigo distrito de Marra biete.
Tem como afluentes de maior dimensão o rio Chacha, o rio Beresa, e outros três riachos que se unem na parte superior de uma ravina profunda.